# Myopa plebeia
Myopa plebeia är en tvåvingeart som beskrevs av Samuel Wendell Williston  1885. Myopa plebeia ingår i släktet Myopa och familjen stekelflugor.
Artens utbredningsområde är Arizona. Inga underarter finns listade i Catalogue of Life.